# リチャード・サウスウッド
リチャード・サウスウッド（Sir Thomas Richard Edmund Southwood DL, FRS、1931年6月20日 – 2005年10月26日）は、元オックスフォード大学副学長、動物学教授

## 年表
- 1947年、昆虫に関する記事を執筆
- Gravesend Grammar School、インペリアル・カレッジ・ロンドン修学
- 博士号取得、Rothamsted Experimental Station
- 研究助手、講師、インペリアル・カレッジ・ロンドン
- 1966年、Ecological Methods出版
- 1967年、動物学・応用昆虫学部長
- 1979年-1993年、オックスフォード大学Linacre Chair of Zoology 着任、メルトン・カレッジ（Merton College）フェロー（Fellow）着任
- 1981-1985年、王立環境汚染委員会（Royal Commission on Environmental Pollution）会長
  - 1983年、報告書 Lead in the Environment 発表 - この報告書で鉛汚染の重要性を指摘し、鉛入りのガソリンの使用を禁止させることができた[4]。
- 1985-1994年、全国放射線保護委員会（National Radiological Protection Board ）会長
- 1989-1993年、オックスフォード大学副学長就任[5]
- 1993-1994年、中央ヨーロッパ大学環境科学・政策学部長
- 1995年、王立協会からクルーニアン・メダル受賞
- 2003年、The Story of Life 出版[6]
- 英国政府設立の牛海綿状脳症（BSE）対策作業部会長 - BSEの危険性を過小評価し、後にもう少し慎重な表現にすべきであったことを反省している[4]。
- オックスフォード・ラウンド・テイブル（Oxford Round Table）メンバー

## 参照
1. ↑  May, R. M.; Hassell, M. P. (2008). “Thomas Richard Edmund Southwood. 20 June 1931 -- 26 October 2005”. Biographical Memoirs of Fellows of the Royal Society 54 (0):  333–374. doi:10.1098/rsbm.2008.0005. ISSN 0080-4606.
2. ↑  “Professor Sir Richard Southwood Obituary”. The Sunday Times 2011年7月10日閲覧。
3. ↑  “Papers and correspondence of Sir Thomas Richard Edmund Southwood b.1931”. 2011年7月10日閲覧。
4. 1 2  リチャード・サウスウッド著、垂水雄二訳 『生命進化の物語』 八坂書房 2007年 366ページ
5. ↑  “Previous Vice-Chancellors”.  オックスフォード大学, UK. 2011年7月14日閲覧。
6. ↑  Southwood, Richard (2003). The Story of Life. Oxford: Oxford University Press. ISBN 0-19-860786-5